# Esquerdismo, Doença Infantil do Comunismo
Esquerdismo, Doença Infantil do Comunismo é um ensaio escrito por Lênin, publicado em 12 de maio de 1920. No livro, o autor ataca a estratégia de uma parte dos comunistas, membros da Terceira Internacional, sobretudo os  alemães e os ingleses, acusando-os de desvio ideológico à esquerda.
A obra se divide em dez capítulos. O capítulo V critica os "comunistas de esquerda" da Alemanha, acusando-os de querer separar os chefes revolucionários da massa – contrapondo a ditadura das massas a uma suposta ditadura dos chefes. Lênin censura particularmente alguns "esquerdistas" alemães por considerarem os partidos políticos inúteis. Segundo Lênin, "negar a necessidade do Partido e da disciplina partidária (...) equivale a desarmar completamente o proletariado, em proveito da burguesia".
Nos capítulos de VI a VIII, Lênin defende a atuação dos partidos comunistas nos sindicatos mais atrasados e nos parlamentos burgueses. Defende também a necessidade de se estabelecerem acordos e compromissos. No capítulo IX, o alvo são os "esquerdistas" ingleses, censurados por se recusarem a estabelecer compromissos com o Partido Trabalhista, reformista, que congregava a maior parte da classe operária inglesa.
A réplica mais ampla da Esquerda Comunista ao ensaio de Lênin veio na forma da "Carta aberta ao camarada Lênin", por Herman Gorter.